# Death Chronicles - 1
Death Chronicles - 1 (デスクロニクルズ - 1) es una película japonesa, estrenada el 9 de octubre de 2009, producida por Zen Pictures. Es una película del género tokusatsu, de acción y aventuras, con artes marciales, dirigido por Toru Kikkawa. La película tiene una segunda parte con el mismo título: Death Chronicles - 2.
El idioma original es japonés, pero también está disponible con subtítulos en inglés, en DVD o descargable por Internet.

## Argumento
El proyecto zombi de Tokio es iniciado por un hombre enmascarado, a mediados de un caluroso verano en un tiempo futuro. Midoris es una estudiante de secundaria que trabaja en la producción de un espectáculo sobre heroínas llamado "La brigada de la fuerza del dragón". En el edificio donde se prepara dicho espectáculo, es atacada por zombis cuya endemoniada alma desea carne y sangre humana.
Cubierta de sangre, Midori lucha contra los zombis, pero finalmente es golpeada y atrapada. Cuando había perdido toda esperanza de sobrevivir, es salvada por Yuna y Yuki, vestidas de amarillo y azul, que son el vestuario de la representación del espectáculo "La brigada de la fuerza del dragón". Las chicas cooperan para escapar del edificio, pero el edificio está herméticamente cerrado y no pueden salir, pero acaban encuentrándose con otros estudiantes en el edificio.
Yuna es sorprendida y atrapada por los zombis, y es mordida transformándose en uno de ellos.